# Chrysopilus fimbriatus
Chrysopilus fimbriatus är en tvåvingeart som beskrevs av Elisabeth K. Stuckenberg 1997. Chrysopilus fimbriatus ingår i släktet Chrysopilus och familjen snäppflugor. Inga underarter finns listade i Catalogue of Life.